# Sielsowiet Pinkowicze
Sielsowiet Pinkowicze (biał. Пінкавіцкі сельсавет; ros. Пинковичский сельсовет) – sielsowiet na Białorusi, w obwodzie brzeskim, w rejonie pińskim, z siedzibą w Pinkowiczach. Od zachodu graniczy z Pińskiem.
Według spisu z 2009 sielsowiet Pinkowicze zamieszkiwało 4593 osób, w tym 4342 Białorusinów (94,54%), 131 Rosjan (2,85%), 99 Ukraińców (2,16%), 9 Polaków (0,20%), 6 osób innych narodowości i 6 osób, które nie podały żadnej narodowości.

## Miejscowości
- wsie:
  - Pinkowicze
  - Wyszewicze